# Joseph Corfe
Joseph Corfe (Salisbury, 1740 - idem. 29 de juliol, 1820) fou un organista i compositor anglès.
Els seus mèrits artístics li valgueren l'ingrés en la Capella reial i més tard la plaça d'organista de la catedral de la seva ciutat natal, càrrec al que renuncià l'any 1804 en favor del seu fill Arthur Thomas Corfe (1773-1863).
Corfe reuní una gran col·lecció de les obres de música religiosa, degudes a les composicions més afamades, i altres cançons i cants populars escocesos i publicà un tractat de cant, un altre de baix continu i les obres The Beauties of Haendel i The Beauties of Purcell.